# دون راتكليف
دون راتكليف
(بالإنجليزية: Don Ratcliffe)‏ لاعب كرة قدم بريطاني في مركز نصف الجناح، لعب مع ستوك سيتي ونادي دارلنجتون ونادي كرو ألكساندرا ونادي ميدلزبره.
الميلاد والوفاة: وُلد دون راتكليف في 13 نوفمبر 1934 في نيوكاسل أندر لايم بإنجلترا، وتوفي في 19 أكتوبر 2014.  
المركز: كان لاعب كرة قدم محترف، لعب أساسًا في مركز الجناح الأيسر 
الأندية التي لعب معها
لعب راتكليف لعدة أندية منها :ستوك سيتي وميدلزبره  ودارلينغتون وكرو ألكساندرا ونورثويت فيكتوريا وبانغور سيتي.  
الإنجازات: قدم مساهمات كبيرة مع نادي ستوك سيتي، وساعدهم في الفوز بلقب الدوري الدرجة الثانية موسم 1962-1963.  
السنوات الأخيرة: بعد مغادرة كرة القدم المُحترفة، واصل مسيرته مع نادي نورثويت فيكتوريا (خارج الدوري) قبل أن يُعلن اعتزاله.  
المصطلحات الرياضية